# Moçambique nos Jogos Olímpicos de Verão de 2016
Moçambique é um dos países nos Jogos Olímpicos de 2016 no Rio de Janeiro (Brasil, entre 5 e 21 de Agosto.

## Atletismo
Kurt Couto foi o único competidor de atletismo moçambicano a qualificar-se para o Rio 2016:
Legenda
- Nota – As classificações das provas de pista são apenas dentro da manga em que o atleta competiu
- Q = Qualificado para a ronda seguinte
- q = Qualificado em repescagens ou, noas provas de pista, através da posição sem alcançar a marca para a qualificação
- RN = Recorde nacional
- N/A = Ronda não existente nessa prova
- Ise = Atleta isento de competir nessa ronda

Masculino
Pista e estrada
| Atleta     | Prova           | Manga     | Manga         | Semi-final | Semi-final    | Final     | Final         |
| Atleta     | Prova           | Resultado | Classificação | Resultado  | Classificação | Resultado | Classificação |
| ---------- | --------------- | --------- | ------------- | ---------- | ------------- | --------- | ------------- |
| Kurt Couto | 400 m barreiras |           |               |            |               |           |               |

## Canoagem

### Velocidade
Moçambique qualificou uma embarcação (dois atletas) para a canoagem C-2, na estreia Olímpica do país na modalidade seis anos depois de ter começado a sua prática oficial em Moçambique, sendo ainda assim a modalidade em que o país deposita mais esperanças.
| Atleta                      | Prova                | Mangas | Mangas        | Semi-finais | Semi-finais   | Final | Final         |
| Atleta                      | Prova                | Tempo  | Classificação | Tempo       | Classificação | Tempo | Classificação |
| --------------------------- | -------------------- | ------ | ------------- | ----------- | ------------- | ----- | ------------- |
| Mussa Chamaune              | C-1 1000 m masculino |        |               |             |               |       |               |
| Joaquim Lobo                | C-1 200 m masculino  |        |               |             |               |       |               |
| Mussa Chamaune Joaquim Lobo | C-2 1000 m masculino |        |               |             |               |       |               |

Legenda da qualificação: FA = Qualificado para a final (disputa de medalhas); FB = Qualificado para a final B (sem medalhas)

## Judo
Marlon Acácio assegurou a qualificação de Moçambique para o judo nos Jogos, na categoria peso-médio (81 kg). O atleta foi um dos qualificados da região africana como o mais bem classificado moçambicano fora das posições de qualificação directa na Lista do Ranking Mundial da IJF em 30 de Maio de 2016.
| Atleta        | Prova            | 16avos-de-final    | 8avos-de-final     | Quartos-de-final   | Semi-finais        | Repescagem         | Final / MB         | Final / MB |
| Atleta        | Prova            | Oposição Resultado | Oposição Resultado | Oposição Resultado | Oposição Resultado | Oposição Resultado | Oposição Resultado | Rank       |
| ------------- | ---------------- | ------------------ | ------------------ | ------------------ | ------------------ | ------------------ | ------------------ | ---------- |
| Marlon Acácio | −81 kg masculino |                    |                    |                    |                    |                    |                    |            |

## Natação
Moçambique pôde enviar um nadador e uma nadadora às Olimpíadas graças ao convite da FINA no âmbito da Universalidade.
| Atleta              | Prova                   | Manga   | Manga         | Semi-final    | Semi-final    | Final         | Final         |
| Atleta              | Prova                   | Tempo   | Classificação | Tempo         | Classificação | Tempo         | Classificação |
| ------------------- | ----------------------- | ------- | ------------- | ------------- | ------------- | ------------- | ------------- |
| Igor Mogne          | 100 m livre masculino   |         |               |               |               |               |               |
| Jannah Sonnenschein | 100 m mariposa feminino | 1:04.21 | 7º            | Não se apurou | Não se apurou | Não se apurou | Não se apurou |